# ستریژبا
ستریژبا (به بلغاری: Strizhba) یک منطقهٔ مسکونی در بلغارستان است که در شهرستان کیرکوفو واقع شده‌است.